# Survivor 3 (2022.)
Survivor 3 (2022.) (hrv. Opstanak: Dominikanska Republika), također poznat i kao Survivor: Dominikanska Republika,  treća je sezona Survivor Hrvatska, a peta sezona Survivor Srbija. To je prva višenarodna sezona nakon 10 godina stanke. Sezona serijala krenula je s prikazivanjem 14. ožujka 2022. na hrvatskom televizijskom kanalu Nova TV. U Srbiji je emisija krenula s prikazivanjem isti dan na kanalu Nova S. Prikazivanje je završilo 5. lipnja 2022. Pobjednici su Stefan Nivistić i Nevena Blanuša.

## Format
Plemena podijeljena po narodnosti: U postavi je 9 Hrvata, 8 Srba, 2 Crnogoraca i jedan državljanin Bosne i Hercegovine. Hrvati te Bosanci i Hercegovci su u jednom plemenu dok su Srbi i Crnogorci u drugom. 

## Proizvodnja
United Group otvorila je prijave 14. listopada 2021. Show se počeo prikazivati 14. ožujka 2022. na Novoj TV u Hrvatskoj, Novoj S u Srbiji, Novoj BH u Bosni i Hercegovini i Novoj M u Crnoj Gori. Srbijanske kuće izvještavale su o srpskim i crnogorskim natjecateljima, dok su hrvatske i bosanskohercegovačke natjecateljice izvještavale o hrvatskim i bosanskohercegovačkim natjecateljima. Kada se prikazuje u Srbiji i Crnoj Gori, Bojan Perić je primarni voditelj. Kada se prikazuje u Hrvatskoj i Bosni i Hercegovini, Mario Mlinarić je primarni voditelj. Međutim, oboje se pojavljuju u emisiji bez obzira na zemlju. 

## Pravila natjecanja
Natjecatelji su podijeljeni u dva plemena. Svako pleme ima svoje ime, zastavu i određenu boju, a početni zadatak je izgraditi sklonište od materijala koje nađu u okruženju u kojem se nalaze, ali i od sredstava koja dobivaju kao nagradu tijekom natjecanja. Ovisno o godišnjem dobu u kojem se nalaze, dobivaju i minimalan broj predmeta za preživljavanje – najčešće su to noževi, kante za vodu i voda za piće. Vatru također moraju paliti na različite načine, obično onako kako su to činili naši preci, ali postoji mogućnost da kroz uspješno izvršenje zadatka osvoje sredstva za paljenje.
Pred plemenima se nalaze različiti izazovi koji iziskuju i fizički i psihički napor. A svi imaju isti cilj – osvojiti imunitet i spasiti se od izbacivanja iz showa. Natjecatelji često moraju prolaziti kroz testove izdržljivosti, timskog rada, ali prije svega snage volje. No bit će i onih kojima je draže pokazati koliko su snalažljivi u prikupljanju namirnica i kuhanju lokalne hrane.
Postoje dvije vrste izazova: Nagrada i Imunitet. U nagradnom izazovu natjecatelji se bore osvojiti 'luksuzne' stvari koje im nisu neophodne za osnovni život, ali olakšavaju boravak i čine ga ugodnijim, poput šibica, kremena, kraćih putovanja dalje od kampa…
U izazovu Imunitet natjecatelji se bore za zaštitu od izbacivanja, koje se događa na posebnoj ceremoniji, a koju izvodi 'Plemensko vijeće'.
Kada u natjecanju ostane manji broj kandidata, dolazi do spajanja plemena i od tog trenutka borba za rješavanje zadataka postaje individualna!
Ipak, sama igra puna je iznenađenja i preokreta pa tako postoji mogućnost da prije ujedinjenja plemena razmijene svoje članove, nekad slučajnim izborom, a nekad pregovorima dvaju kapetana plemena.
Kako bi se igra dodatno zakomplicirala, postoji i skriveni idol koji daje imunitet, a natjecatelj ga treba pronaći. To je maleni predmet koji se uklapa u ambijent zemlje u kojoj se nalaze, a obično je skriven blizu kampa. U pojedinom ciklusu samo jedan natjecatelj smije tražiti imunitet.
Kada igrač pronađe predmet, može ga iskoristiti u različite svrhe poput cjenkanja s drugim igračima za savez ili, pak, oko glasovanja za izbacivanje. Predmet ga štiti od izbacivanja, ali samo do određenog nivoa igre. Natjecatelj može birati hoće li pokazati skrivenog idola drugima. U svakom slučaju, ostali natjecatelji ne mogu ukrasti ili na bilo koji drugi način prisvojiti predmet tog određenog natjecatelja.

## Natjecatelji
| Natjecatelj                             | Starost | Mjesto        | Plemena         | Plemena      | Plemena | Kraj                   | Glasovi Protiv |
| Natjecatelj                             | Starost | Mjesto        | Izvorna plemena | Treći otok   | Zamjena | Kraj                   | Glasovi Protiv |
| --------------------------------------- | ------- | ------------- | --------------- | ------------ | ------- | ---------------------- | -------------- |
| Sanja Močibob Menađer trgovine          | 37      | Umag          | Plavi           |              |         | 1. eliminirana Dan 5   | 9              |
| Igor Lazić Niggor Hip hop pjevač        | 52      | Kotor         | Crveni          |              |         | 2. eliminiran Dan 12   | 12             |
| Ivana Banfić Pjevačica                  | 52      | Velika Gorica | Plavi           | Plavi        |         | Napustila Dan 13       | 0              |
| Ivona Koković Trenerica                 | 31      | /             | Crveni          | Crveni       |         | 3. eliminirana Dan 18  | 20             |
| Kristian Rauch IT expert                | 27      | Zagreb        | Plavi           | Plavi        |         | 4. eliminiran Dan 23   | 5              |
| Hrvoje Habdija Skipper                  | 30      | Zagreb        | Ušao 14. dan    | Plavi        | Plavi   | 5. eliminiran Dan 28   | 13             |
| Ramiz Gusinac Frizer                    | 52      | Novi Pazar    | Ušao 14. dan    | Crveni       | Crveni  | 6. eliminiran Dan 33   | 6              |
| Viktor Bobić Fitness osoba              | 35      | Jablanovec    | Plavi           | Plavi        | Plavi   | Napustio Dan 34        | 0              |
| Jovana Tomić Biolog                     | 24      | Beograd       | Ušla 14. dan    | Crveni       | Crveni  | 7. eliminirana Dan 38  | 14             |
| Ivana Peček Fitness trener              | 24      | Zagreb        | Ušla 26. dan    | Ušla 26. dan | Plavi   | 8. eliminirana Dan 43  | 14             |
| Mina Nikolić Glumica                    | 29      | Beograd       | Crveni          | Crveni       | Crveni  | 9. eliminirana Dan 50  | 25             |
| Branko Milošev Učitelj tjelesnog odgoja | 30      | Novi Sad      | Crveni          | Crveni       | Crveni  | 10. eliminiran Dan 52  | 7              |
| Roko Simić Barmen                       | 27      | Split         | Plavi           | Plavi        | Plavi   | 11. eliminiran Dan 56  | 26             |
| Sumejja Šejto Sportašica                | 27      | Sarajevo      | Plavi           | Plavi        | Plavi   | 12. eliminirana Dan 60 | 9              |
| Vladimir Govedarica Konobar             | 30      | Beograd       | Crveni          | Crveni       | Crveni  | 13. eliminiran Dan 64  | 6              |
| Maša Kuprešanin Osobni trener           | 25      | Novi Sad      | Crveni          | Crveni       | Crveni  | 14. eliminirana Dan 67 | 3              |
| Tomislav Rubinjoni Fitness trener       | 32      | Zagreb        | Plavi           | Plavi        | Plavi   | 15. eliminirana Dan 68 | 9              |
| Nika Rakić Atletičarka                  | 25      | Kerestinec    | Plavi           | Plavi        | Plavi   | 16. eliminirana Dan 70 | 6              |
| Stevan Stevanović Igrač ragbija         | 30      | Beograd       | Crveni          | Crveni       | Crveni  | 17. eliminiran Dan 70  | 0              |
| Nađa Erić Dadilja                       | 21      | Beograd       | Crveni          | Crveni       | Crveni  | 18. eliminirana Dan 72 | 27             |
| Tena Tomljanović Studentica arhitekture | 23      | Zagreb        | Plavi           | Plavi        | Plavi   | 19. eliminirana Dan 72 | 7              |
| Milica Dabović Košarkašica              | 40      | Cetinje       | Crveni          | Crveni       | Crveni  | Drugo mjesto           | 1              |
| Goran Špaleta Businessman               | 36      | Zagreb        | Plavi           | Plavi        | Plavi   | Drugo mjesto           | 5              |
| Stefan Nevistić Radnik u Crvenom križu  | 28      | Kraljevo      | Crveni          | Crveni       | Crveni  | Jedini preživjeli      | 0              |
| Nevena Blanuša Hokejašica               | 27      | Zagreb        | Ušla 14. dan    | Plavi        | Plavi   | Jedini preživjeli      | 6              |

## Sažetak sezone
20 natjecatelja; 9 iz Hrvatske, 1 iz Bosne i Hercegovine, 8 iz Srbije i 2 iz Crne Gore, podijeljeno je u dva plemena, Hrvati i Bosanci i Hercegovci u jednomu, a Srbi i Crnogorci u drugomu. Njihova imena su izvorno bila "Plavo pleme" i "Crveno pleme". Na prvom plemenskom vijeću nazvani su Azua i Mao (koje je kasnije ukinuto). Pleme Mao pokazalo je veću dominaciju od Azua u izazovima i bilo je dobrog raspoloženja. Pleme Azua bilo je manje dominantno i shvatilo je igru mnogo ozbiljnije, čak je došlo i do svađa u kampu. Također su zauzeli različite pristupe u Plemenskom vijeću. Dok je Mao bio usredotočen na imenovanje slabijih članova, Azua je bio u redu s imenovanjem nekih od svojih najjačih igrača ako je to značilo da mogu pobijediti u dvoboju i vratiti se u pleme. 
Dvanaestog dana, plemena su obaviještena da je, uz njihova 2 otoka, u igri i treći otok. Sadržaj trećeg otoka otkriven je 14. dana kada su se igri pridružila četiri nova natjecatelja. Hrvoje Habdija i Nevena Blanuša pridružili su se Azui dok su se Mao pridružili Jovana Tomić i Ramiz Gusinac. 24. dana Ivana Peček zamijenila je Ivanu Banfić koja je medicinski evakuirana. 
S 15 igrača koji su još uvijek bili u igri, plemena su pozvana na zabavu spajanja. Međutim, to ne bi bilo uobičajeno spajanje; oba bi plemena živjela zajedno na novoj plaži, ali bi i dalje ostala podijeljena, natječući se jedni protiv drugih u izazovima i boreći se za sebe, na sličan način kao što je One World twist iz američke verzije. Tada je započela i faza žirija, u kojoj je svaki sljedeći eliminirani natjecatelj postao članom žirija. Nakon što je Mina Nikolić prva ušla u žiri, igra se još jednom promijenila. Nakon što je Nagradni izazov održan 50. dana, plemena su prirodno očekivala još jednu Nagradu 51. dana, ali umjesto toga, to je bio Izazov za imunitet, a pleme koje je izgubilo nominiralo bi dva igrača; jednog bi nominiralo pleme, a drugog bi nominirao pobjednik Individualnog imuniteta. Prva žrtva ove promjene bio je Branko Milošev, koji je postao drugi član žirija. Ovaj obrazac se nastavio, s još jednom nagradom u sljedećem krugu, nakon čega je uslijedio još jedan zadatak za imunitet gdje su primijenjena ista pravila, što je rezultiralo time da je Roko Simić postao treći član žirija. 
Kada ih je ostalo 9, natjecatelji su obaviješteni da se približavaju četvrtfinalu, ali da bi se odlučilo tko će do njih doći, održat će se niz plemenskih dvoboja. Mao se natjecao za "stratešku prednost", iako im nije rečeno koja bi prednost bila. Prednost je osvojio Stefan Nevistić. Azua se natjecao za Individualni imunitet kako bi osigurao da će plemena čak ući u četvrtfinale. Imunitet je osvojio Goran Špaleta koji je predložio Nevena Blanušu, dok je Pleme kandidiralo Tomislava Rubinjonija. Tomislav je ispao u dvoboju. 
Tijekom cijele igre, Azua je uspjela preokrenuti svoju sreću pobjedivši Maoa u mnogim izazovima, ali nisu bili sigurni od disfunkcije. Osnovan je savez kako bi se zaštitile njihove članice, ali kako je etika dovedena u pitanje, nekoliko članova plemena okrenuto je jedno protiv drugog. Uz to su pretrpjeli još jednu medicinsku evakuaciju s Viktorom Bobićem. U međuvremenu u Maou, drama je prvenstveno dolazila od njihovog pokušaja nadmašiti Azuu, često tvrdeći da su njihove nominacije besmislene i nazivajući ih jadnim sportašima. Uz to, savez "velike petorke" Maše Kuprešanin, Milice Dabović, Stefana Nevistića, Stevana Stevanovića i Vladimira Govedarice mučio se da ukloni svoju slabu kariku Nađu Erić, koja je u svakom duelu u koji je upućivana pobjeđivala, unatoč slabosti u plemenski izazovi, smanjujući savez na tri. Njih troje i Nađa plasirali su se u finalni tjedan, uz Azuin "zlatni dečko" Goran Špaleta, newbie Nevena Blanuša, energična i snažna Nika Rakić te originalna voditeljica Tena Tomljanović.
U polufinalu su Goran i Stefan izborili imunitet i prošli u finale. Milica, Nađa, Nevena i Tena morale su se izjasniti pred žirijem, a osoba iz svakog plemena koja je dobila najviše glasova žirija prošla bi u finale zajedno s Goranom i Stefanom. Milica je prošla kroz Plemensko vijeće neozlijeđena, ali je prozvana zbog svoje percipirane manipulativnosti; Nađa je kritizirana zbog svoje društvene neosviještenosti i loših nastupa na izazovima; Nevena je prozvana zbog svojih spletkarenja; a Tena je dobila zamjerku zbog izbora da nominira svoju prijateljicu Sumejju Šejto, zbog čega je u dvoboju izgubila od Nike, umjesto da je glasala protiv Nike, čime bi sve tri bile u dvoboju. Kada je žiri trebao glasati za ulazak u finale članice grupe Mao, Milica je pobijedila Nađu rezultatom 7-2. Kada je došlo vrijeme glasanja za prolaz članice Azue u finale, Nevena je jednoglasno pobijedila Tenu s 9-0 glasova. 
Goran i Nevena ostali su kao Croatian Final Two, što znači da će jedan od njih dobiti titulu Croatian Sole Survivor, dok su Milica i Stefan ostali kao Serbian Final Two, što znači da će jedan dobiti titulu Serbian Sole Survivor. Na kraju je Stefan pobijedio Milicu za titulu Serbian Sole Survivor, dok je Nevena pobijedila Gorana za titulu Croatian Sole Survivor.

### Izazovite pobjednike i eliminacije po epizodama
Epizode se prikazuju pet dana u tjednu. Dvije epizode posvećene su dvama izazovima za nagradu, a ostale tri epizode posvećene su izazovima imuniteta, plemenskim vijećima, zajedno s izazovima imuniteta pojedinca za pleme koje gubi. Posljednja epizoda svakog tjedna posvećena je eliminacijskom dvoboju koji odlučuje tko će biti eliminiran. Ovaj je format promijenjen počevši od epizode 47, kada je obrazac promijenjen u Nagrada-Imunitet-Nagrada-Imunitet, a posljednja epizoda svakog tjedna bila je posvećena Individualnom imunitetu, Plemenskom vijeću i dvoboju. Posljednjih 5 epizoda emitirano je od 30. svibnja do 5. lipnja, a petak je preskočen.
Sažetak prema epizodama postavljenim na online stranici Nova TV:
| 1        | 14. ožujka 2022.  | Crveni |                 |                     |                                |                        |                        |  |  |  |
| 2        | 15. ožujka 2022.  | Crveni |                 |                     |                                |                        |                        |  |  |  |
| 3        | 16. ožujka 2022.  |        | Plavi           | Stefan              | Ivona i Niggor; (4-4-1-1; 4-4) |                        |                        |  |  |  |
| 4 1. dio | 17. ožujka 2022.  |        |                 |                     |                                |                        |                        |  |  |  |
| 4 2. dio | 18. ožujka 2022.  | Crveni | Viktor          | Sanja; (9-1)        | Sanja                          | 1. eliminirana Dan 5   |                        |  |  |  |
| 5        | 21. ožujka 2022.  | Mao    |                 |                     |                                |                        |                        |  |  |  |
| 6        | 22. ožujka 2022.  | Azua   |                 |                     |                                |                        |                        |  |  |  |
| 7        | 23. ožujka 2022.  |        | Mao             | Kristian            | Roko; (7-1)                    |                        |                        |  |  |  |
| 8        | 25. ožujka 2022.  | Azua   | Branko          | Niggor; (4-2-2-1-1) | Niggor                         | 2. eliminiran Dan 12   |                        |  |  |  |
| 9        | 28. ožujka 2022.  |        |                 |                     | Ivana B.                       | Napustila Dan 13       |                        |  |  |  |
| 9        | 28. ožujka 2022.  | Plavi  |                 |                     |                                |                        |                        |  |  |  |
| 10       | 29. ožujka 2022.  | Crveni |                 |                     |                                |                        |                        |  |  |  |
| 11       | 30. ožujka 2022.  |        | Plavi           | Ramiz               | Ivona; (5-5-1; 5-4)            |                        |                        |  |  |  |
| 12       | 1. travnja 2022.  | Plavi  | Jovana; (6-3-2) | Ramiz               | Ivona                          | 3. eliminirana Dan 18  |                        |  |  |  |
| 13       | 4. travnja 2022.  | Crveni |                 |                     |                                |                        |                        |  |  |  |
| 14       | 5. travnja 2022.  | Crveni |                 |                     |                                |                        |                        |  |  |  |
| 15       | 6. travnja 2022.  |        | Crveni          | Sumejja             | Kristijan; (4-3-1-1)           |                        |                        |  |  |  |
| 16       | 8. travnja 2022.  | Plavi  | Mina            | Nađa; (8-2)         | Kristijan                      | 4. eliminiran Dan 23   |                        |  |  |  |
| 17       | 11. travnja 2022. | Crveni |                 |                     |                                |                        |                        |  |  |  |
| 18       | 12. travnja 2022. | Plavi  |                 |                     |                                |                        |                        |  |  |  |
| 19       | 13. travnja 2022. |        | Crveni          | Nevena              | Hrvoje; (5-5; 5-3)             |                        |                        |  |  |  |
| 20       | 15. travnja 2022. | Plavi  | Branko          | Nađa; (6-3-1)       | Hrvoje                         | 5. eliminiran Dan 28   |                        |  |  |  |
| 21       | 18. travnja 2022. | Plavi  |                 |                     |                                |                        |                        |  |  |  |
| 22       | 19. travnja 2022. | Plavi  |                 |                     |                                |                        |                        |  |  |  |
| 23       | 20. travnja 2022. | Crveni | Crveni          | Tomislav            | Goran; (5-2-1-1)               |                        |                        |  |  |  |
| 24       | 22. travnja 2022. |        | Plavi           | Maša                | Ramiz; (4-2-2-2)               | Ramiz                  | 6. eliminiran Dan 33   |  |  |  |
| 25       | 25. travnja 2022. | Plavi  |                 |                     |                                | Viktor                 | Napustio Dan 34        |  |  |  |
| 26       | 26. travnja 2022. | Plavi  |                 |                     |                                |                        |                        |  |  |  |
| 27       | 27. travnja 2022. | Crveni | Crveni          | Sumejja             | Ivana P.; (5-3)                |                        |                        |  |  |  |
| 28       | 29. travnja 2022. |        | Plavi           | Nađa                | Jovana; (4-3-2)                | Jovana                 | 7. eliminirana Dan 38  |  |  |  |
| 29       | 2. svibnja 2022.  | Plavi  |                 |                     |                                |                        |                        |  |  |  |
| 30       | 3. svibnja 2022.  | Plavi  |                 |                     |                                |                        |                        |  |  |  |
| 31       | 4. svibnja 2022.  | Crveni | Crveni          | Nika                | Ivana P.; (7-1)                |                        |                        |  |  |  |
| 32       | 6. svibnja 2022.  |        | Crveni          | Nika                | Nevena; (5-2-1)                | Ivana P.               | 8. eliminirana Dan 43  |  |  |  |
| 33       | 9. svibnja 2022.  | Plavi  |                 |                     |                                |                        |                        |  |  |  |
| 34       | 10. svibnja 2022. | Plavi  |                 |                     |                                |                        |                        |  |  |  |
| 35       | 11. svibnja 2022. | Plavi  | Plavi           | Vladimir            | Mina; (4-3-1)                  |                        |                        |  |  |  |
| 36       | 13. svibnja 2022. |        | Crveni          | Nevena              | Roko; (4-1-1)                  | Mina                   | 9. eliminirana Dan 50  |  |  |  |
| 37       | 16. svibnja 2022. | Plavi  |                 |                     |                                |                        |                        |  |  |  |
| 38       | 17. svibnja 2022. |        | Plavi           | Stefan              | Nađa Branko                    | Branko                 | 10. eliminiran Dan 52  |  |  |  |
| 39       | 18. svibnja 2022. | Crveni |                 |                     |                                |                        |                        |  |  |  |
| 40       | 20. svibnja 2022. |        | Crveni          | Nika                | Roko Tomislav                  | Roko                   | 11. eliminiran Dan 56  |  |  |  |
| 41       | 23. svibnja 2022. | Plavi  |                 |                     |                                |                        |                        |  |  |  |
| 42       | 24. svibnja 2022. |        | Crveni          | Nevena              | Sumejja Nika                   | Sumejja                | 12. eliminirana Dan 60 |  |  |  |
| 43       | 25. svibnja 2022. | Plavi  |                 |                     |                                |                        |                        |  |  |  |
| 44       | 27. svibnja 2022. |        | Plavi           | Nađa                | Vladimir Stefan                | Vladimir               | 13. eliminiran Dan 64  |  |  |  |
| 45       | 30. svibnja 2022. | Plavi  |                 |                     |                                |                        |                        |  |  |  |
| 46       | 31. svibnja 2022. |        | Plavi           | Stefan              | Nađa Maša                      | Maša                   | 14. eliminirana Dan 67 |  |  |  |
| 47       | 1. lipnja 2022.   | Stefan | Goran           | Goran               | Tomislav Nevena                | Tomislav               | 15. eliminiran Dan 68  |  |  |  |
| 48       | 2. lipnja 2022.   |        | Goran           | Goran               | Nika Tena                      | Nika                   | 16. eliminirana Dan 70 |  |  |  |
| 48       | 2. lipnja 2022.   | Stefan | Stefan          | Nađa Stevan         | Stevan                         | 17. eliminiran Dan 70  |                        |  |  |  |
| 49       | 4. lipnja 2022.   |        | Stefan          | Stefan              | Nađa Milica                    | Nađa                   | 18. eliminiran Dan 72  |  |  |  |
| 49       | 4. lipnja 2022.   | Goran  | Goran           | Tena Nevena         | Tena                           | 19. eliminirana Dan 72 |                        |  |  |  |
| 50       | 5. lipnja 2022.   |        | Stefan          | Stefan              | Milica                         | Milica                 | 20. eliminirana Dan 76 |  |  |  |
| 50       | 5. lipnja 2022.   | Nevena | Nevena          | Goran               | Goran                          | 21. eliminiran Dan 76  |                        |  |  |  |